# Masdevallia calocalix
Masdevallia calocalix är en orkidéart som beskrevs av Carlyle August Luer. Masdevallia calocalix ingår i släktet Masdevallia och familjen orkidéer. Inga underarter finns listade i Catalogue of Life.